# Кома (музика)
Кома (англ. comma, рос. комма від грец. κόμμα — відрізок) — в музичній акустиці один з найменших музичних інтервалів.
З античних часів існує проблема незамкнутості натуральних ладів. Розрізняють піфагорійську кому, що дорівнює близько 1/9 тону та синтонічну, або дідімову кому, що дорівнює приблизно 1/10 півтону.

## Піфагорійська кома

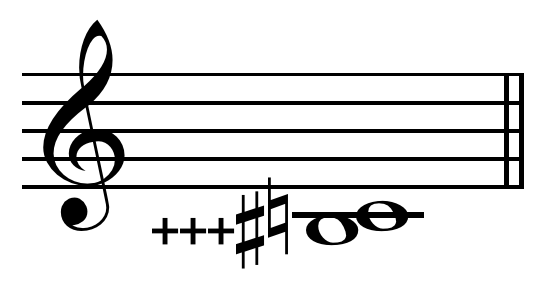
Піфагорійська кома від звука «до».

Дванадцять квінт у сумі повинні дати сім октав. Однак у піфагорійському ладі існує розходження, що зветься піфагорійською комою і дорівнює приблизно чверті півтону:
{\displaystyle {\frac {2^{7}}{\left({\frac {3}{2}}\right)^{12}}}={\frac {2^{19}}{3^{12}}}={\frac {524288}{531441}}\approx 23{,}46\;\mathrm {Cent} }

## Дідімова кома

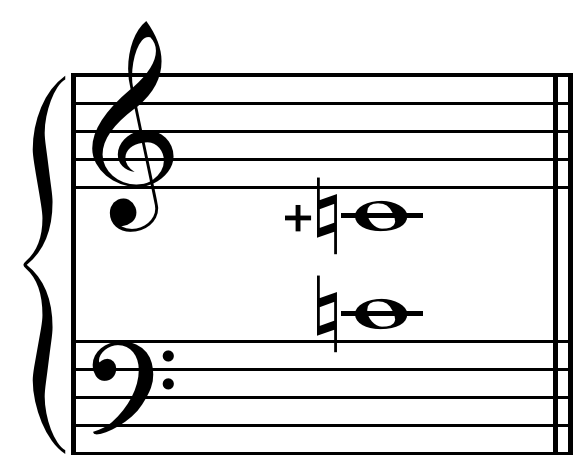
Дідімова кома від звука до.

Чотири чистих квінти (2:3) складені разом дають велику терцію. Піфагорійська терція (дитон):
{\displaystyle {\frac {2^{2}}{\left({\frac {3}{2}}\right)^{4}}}={\frac {2^{6}}{3^{4}}}={\frac {64}{81}}\approx 407{,}82\;\mathrm {Cent} }.
Однак отриманий інтервал вищий за натуральну терцію (4:5) на синтонічну кому або дідімову кому:
{\displaystyle {\frac {5}{4}}\cdot {\frac {64}{81}}={\frac {80}{81}}\approx 21{,}51\;\mathrm {Cent} }.
Різницю між піфагорійською та дідімовою комами називають схизмою.